# Văn Lâm
Văn Lâm là một huyện nằm ở phía bắc tỉnh Hưng Yên, Việt Nam.

## Địa lý

### Vị trí địa lý
Huyện Văn Lâm nằm ở phía bắc của tỉnh Hưng Yên, nằm cách thành phố Hưng Yên khoảng 44 km về phía bắc, cách trung tâm thủ đô Hà Nội khoảng 20 km, cách trung tâm thành phố Hải Phòng khoảng 104 km, có vị trí địa lý:
- Phía đông giáp huyện Cẩm Giàng, tỉnh Hải Dương
- Phía tây giáp huyện Văn Giang và huyện Gia Lâm, thành phố Hà Nội
- Phía nam giáp thị xã Mỹ Hào và huyện Yên Mỹ
- Phía bắc giáp thị xã Thuận Thành, tỉnh Bắc Ninh.

Huyện Văn Lâm có diện tích là 75,21 km², dân số năm 2020 là 135.766 người, mật độ dân số đạt 1.805 người/km².
Năm 2023 thu nhập bình quân đầu người của Huyện là 80,24 triệu đồng, tính theo GRDP 131 triệu (cao hơn mức bình quân chung của tỉnh Hưng Yên(110,39 triệu).. Đây được coi là huyện có kinh tế phát triển đa dạng bậc nhất tỉnh Hưng Yên.

### Địa hình
Văn Lâm có đặc điểm địa hình bằng phẳng, cốt đất cao thấp không đều, độ dốc thoải dần từ tây bắc xuống đông nam, độ cao trung bình từ 3 - 4 mét. Là huyện có độ cao trung bình cao nhất tỉnh Hưng Yên.

### Khí hậu
Nằm trong vành đai nhiệt đới. Huyện có khí hậu nhiệt đới gió mùa, có hai mùa rõ rệt. Mùa mưa từ tháng 5 đến tháng 10, nhiệt độ trung bình năm là 23,6 °C; mùa khô từ tháng 11 đến tháng 4 năm sau, nhiệt độ dao động từ 16 - 22 °C. Lượng mưa trung bình hàng năm khoảng 1.636 mm, độ ẩm trung bình trên 80%.

### Tài nguyên thiên nhiên
Huyện Văn Lâm có tổng diện tích tự nhiên là 75,21 km², trong đó: đất nông nghiệp 3139.3 ha (chiếm 41,74%), đất chuyên dùng 1.839,7 ha (chiếm 24,46%), đất ở 2.463,8 ha (chiếm 33,8%).
Huyện Văn Lâm có nguồn nước ngầm với trữ lượng lớn, chất lượng tốt, khoảng 20 nghìn năm tuổi có khả năng khai thác tới 100.000 m³/ngày/đêm, qua phân tích hàm lượng nước có 43 chất đảm bảo cho khai thác sử dụng, đáp ứng công suất nhà máy nước khoảng 10 triệu lít/năm. Điển hình là nhà máy Lavie miền Bắc tại Ngọc Quỳnh, thị trấn Như Quỳnh, là nơi sản xuất dòng sản phẩm Lavie Premium. Nước khoáng Lavie Premium một sản phẩm cao cấp rất khác biệt dành riêng cho kênh nhà hàng, khách sạn sang trọng.

## Hành chính
Huyện Văn Lâm có 11 đơn vị hành chính cấp xã trực thuộc, bao gồm thị trấn Như Quỳnh (huyện lỵ) và 10 xã: Chỉ Đạo, Đại Đồng, Đình Dù, Lạc Đạo, Lạc Hồng, Lương Tài, Minh Hải, Tân Quang, Trưng Trắc, Việt Hưng.

## Lịch sử

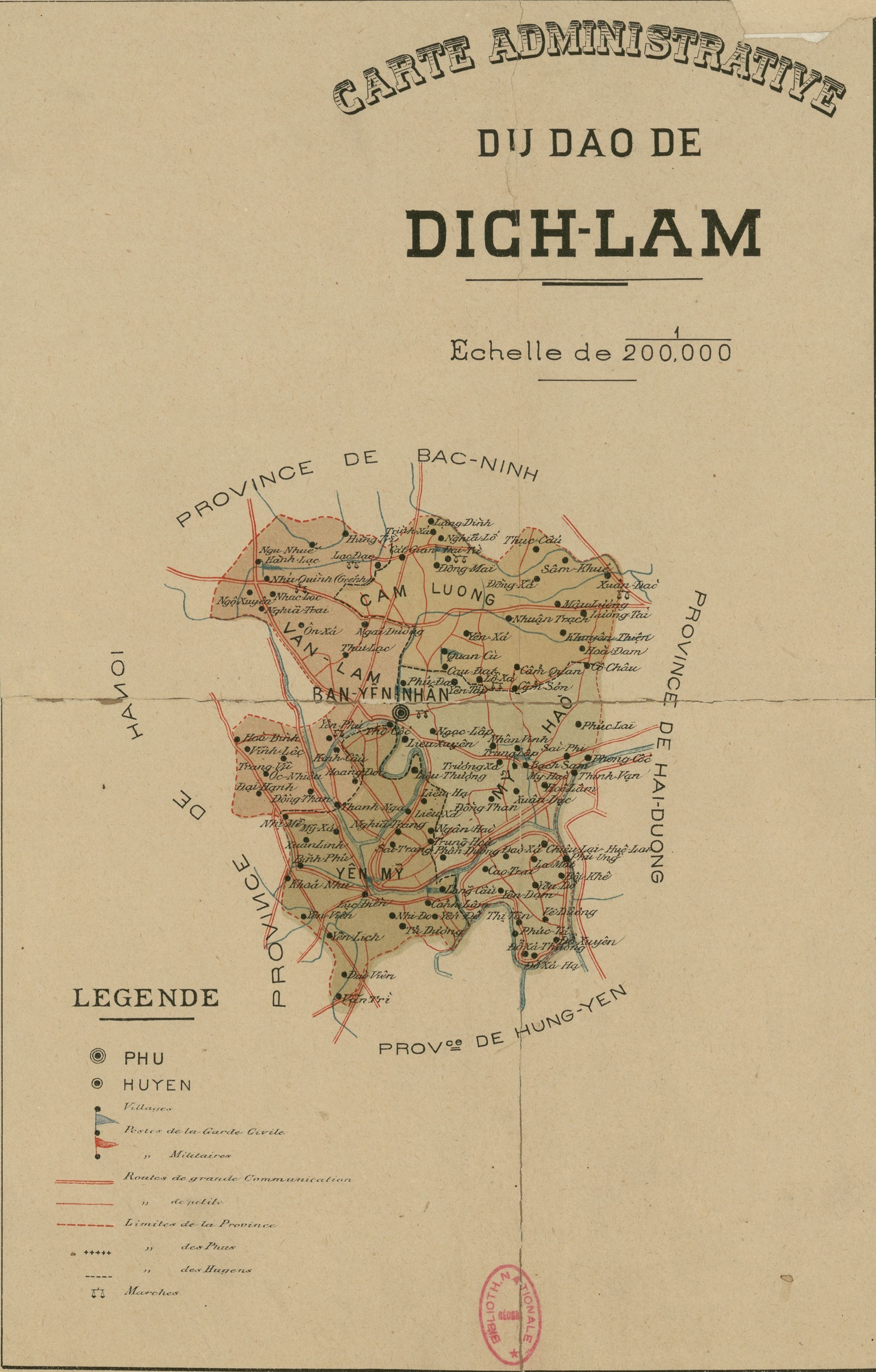
Bản đồ đạo Địch Lâm (Bãi Sậy) năm 1891

Dưới thời nhà Lý, huyện Văn Lâm khi đó là một số tổng của huyện Gia Lâm, huyện Tế Giang thuộc phủ Thiên Đức, từ thời Hậu Lê huyện Văn Lâm thuộc Phủ Thuận An, trấn Kinh Bắc.
Năm 1831, vua Minh Mạng cho đổi trấn Kinh Bắc thành tỉnh Bắc Ninh. Huyện Văn Lâm lúc này gồm một số tổng của huyện Gia Lâm, Văn Giang, Siêu Loại thuộc phủ Thuận An, tỉnh Bắc Ninh.
Năm 1862, phủ Thuận An được đổi tên thành phủ Thuận Thành, từ đó huyện Văn Lâm thuộc phủ Thuận Thành, tỉnh Bắc Ninh.
Ngày 25 tháng 2 năm 1890, Toàn quyền Đông Dương ra nghị định thành lập đạo Bãi Sậy, gồm 4 huyện:
- Huyện Yên Mỹ: được thành lập từ một số tổng huyện Đông Yên, Ân Thi của tỉnh Hưng Yên; một số tổng của huyện Mỹ Hào của tỉnh Hải Dương, một số tổng của huyện Văn Giang, tỉnh Bắc Ninh
- Huyện Mỹ Hào: gồm các tổng còn lại sau khi cắt sang huyện Yên Mỹ
- Huyện Cẩm Lương: gồm một số tổng thuộc huyện Cẩm Giàng của tỉnh Hải Dương, một số tổng thuộc huyện Lương Tài và Siêu Loại của tỉnh Bắc Ninh
- Huyện Văn Lâm: chính thức được thành lập gồm một số tổng thuộc 3 huyện Văn Giang, Gia Lâm và Siêu Loại của tỉnh Bắc Ninh.

Sau khi đánh chiếm và áp đặt bộ máy cai trị trên địa phận tỉnh Hưng Yên, thực dân Pháp đã nhiều lần tiến hành thay đổi đơn vị hành chính. Trong năm 1891, hai lần Toàn quyền Đông Dương ra nghị định (12-4) và quyết định (32-11) để bãi bỏ đạo Bãi Sậy, nhập các huyện Yên Mỹ, Mỹ Hào, Văn Lâm vào tỉnh Hưng Yên. Riêng huyện Cẩm Lương, phần thuộc Cẩm Giàng trả về nơi cũ, phần thuộc Lương Tài - Siêu Loại đưa vào Văn Lâm, Mỹ Hào.
Ngày 6 tháng 6 năm 1947, Liên Bộ Nội vụ - Quốc phòng đã ra Nghị định số 79 NV-QP/NgĐ chỉ rõ: "Về phương diện kháng chiến và hành chính, Khu 12 nay thuộc Khu 3. Huyện Văn Lâm trước thuộc Hưng Yên, Khu 3 nay thuộc Khu 2."
Trong giai đoạn 1968–1996, khi tỉnh Hưng Yên hợp nhất với tỉnh Hải Dương thành tỉnh Hải Hưng thì huyện Văn Lâm thuộc tỉnh Hải Hưng.
Ngày 24 tháng 2 năm 1979, Hội đồng Chính phủ ra Quyết định số 70-CP về việc:
- Hợp nhất hai huyện Văn Mỹ và Văn Yên (trừ 14 xã cắt sang huyện Khoái Châu) thành huyện Mỹ Văn
- Sáp nhập 14 xã: Hoàn Long, Yên Phú, Yên Hòa, Tân Tiến, Long Hưng, Cửu Cao, Xuân Quan, Phụng Công, Văn Phúc, Liên Nghĩa, Thắng Lợi, Mễ Sở, Việt Cường, Minh Châu của huyện Văn Yên vào huyện Khoái Châu thành huyện Châu Giang.

Ngày 6 tháng 11 năm 1996 tại kỳ họp thứ 10, Quốc hội khoá IX đã phê chuẩn việc tách tỉnh Hải Hưng thành 2 tỉnh Hưng Yên và Hải Dương.
Ngày 1 tháng 1 năm 1997, tỉnh Hưng Yên được tái lập, huyện Mỹ Văn thuộc tỉnh Hưng Yên.
Ngày 24 tháng 2 năm 1997, thành lập thị trấn Như Quỳnh thuộc huyện Mỹ Văn trên cơ sở giải thể xã Như Quỳnh.
Ngày 24 tháng 7 năm 1999, Chính phủ ban hành Nghị định 60/1999/NĐ-CP về việc chia huyện Mỹ Văn thành 3 huyện: Mỹ Hào, Văn Lâm và Yên Mỹ.
Huyện Văn Lâm có 7.521,4 ha diện tích tự nhiên và 92.301 nhân khẩu, gồm 11 đơn vị hành chính trực thuộc là các xã: Tân Quang, Lạc Đạo, Đại Đồng, Chỉ Đạo, Việt Hưng, Lương Tài, Minh Hải, Lạc Hồng, Trưng Trắc, Đình Dù và thị trấn Như Quỳnh và giữ ổn định từ đó đến nay.
Ngày 31 tháng 7 năm 2020, Bộ Xây dựng ban hành Quyết định 1005/QĐ-BXD công nhận khu vực phát triển đô thị trung tâm huyện Văn Lâm (gồm thị trấn Như Quỳnh và 5 xã: Đình Dù, Lạc Đạo, Lạc Hồng, Tân Quang, Trưng Trắc) là đô thị loại IV.

## Kinh tế - xã hội
Tốc độ tăng trưởng kinh tế bình quân của giai đoạn 2015 – 2020 đạt gần 12,5%/năm. 
Năm 2022, tình hình phát triển kinh tế - xã hội trên địa bàn huyện đạt nhiều kết quả tích cực: Tốc độ tăng giá trị sản xuất đạt 9,21% trong đó công nghiệp xây dựng tăng 9,31% - thương mại dịch vụ tăng 10,24% - nông nghiệp thủy sản tăng 3,71%. Tổng thu ngân sách nhà nước ước thực hiện cả năm đạt 9.359,749 tỷ đồng, đạt 411,31% kế hoạch. Tỷ lệ hộ nghèo là 1,42% theo chuẩn mới (giảm 0,28% so với năm 2021), hộ cận nghèo 1,44% (giảm 0,1% so với năm 2021). Tỷ lệ làng, khu phố văn hóa đạt 98,75%. Tỷ lệ gia đình văn hóa đạt 91,5% (tăng 0,3% so với cùng kỳ năm 2021). Tỷ lệ trường đạt chuẩn quốc gia đạt 97,06% (tăng 1 trường so với năm 2021). Đời sống của Nhân dân từng bước được cải thiện; quốc phòng - an ninh và trật tự an toàn xã hội được giữ vững. 
Năm 2023, tốc độ tăng trưởng kinh tế của huyện đạt trên 9,22%; trong đó công nghiệp, xây dựng tăng 9,21%. Tổng thu NSNN trên địa bàn huyện thực hiện là 5.336,389 tỷ đồng đạt 155,29% kế hoạch. Tổng chi ngân sách nhà nước thực hiện là 1.650,993 tỷ đồng, tỷ lệ hộ nghèo giảm còn 0,8%, là huyện duy nhất trong toàn tỉnh trích kinh phí tặng quà cho người có công đang hưởng trợ cấp hàng tháng và gia đình liệt sỹ với mỗi xuất quà trị giá 200.000 đ  nhân kỷ niệm 76 năm ngày thương binh liệt sỹ với tổng số tiền 11,78  tỷ đồng. Triển khai hỗ trợ xây mới nhà ở cho 88 hộ nghèo với số tiền 6,04 tỷ đồng. 
Cơ cấu kinh tế: Công nghiệp, xây dựng 81,14% - Thương mại, dịch vụ 15,50% - Nông nghiệp, thủy sản 3,36%.  
Năm 2023, huyện đã tổ chức thực hiện giải phóng mặt bằng 55 dự án với diện tích 574,65ha, trong đó có 5 dự án khu, cụm công nghiệp với diện tích 201,96 héc- ta; 10 dự án đô thị, khu dân cư với diện tích 218,24 héc-ta; 14 dự án khu đấu giá quyền sử dụng đất cho Nhân dân làm nhà ở với diện tích 20,61 héc-ta ... Trong đó, huyện đã có quyết định thu hồi đất, phê duyệt phương án và hoàn thành công tác chi trả tiền bồi thường, hỗ trợ với diện tích trên 130 héc-ta.
Huyện đã được công nhận là huyện nông thôn mới năm 2019. Năm 2023, huyện đã có 3 xã Tân Quang, xã Đình Dù và xã Chỉ Đạo được công nhận là xã nông thôn mới kiểu mẫu, 7 xã nông thôn mới nâng cao là các xã Trưng Trắc, Lạc Hồng, Lạc Đạo, Minh Hải, Đại Đồng, Việt Hưng và Lương Tài trong đó có 13 khu dân cư được công nhận là khu dân NTM cư kiểu mẫu.

### Nông nghiệp
Trồng lúa, hoa, cây cảnh, cây ăn quả, cây dược liệu, trồng rau. Bên cạnh đó còn có chăn nuôi gia súc, gia cầm nhỏ.
Năm 2022, diện tích gieo trồng toàn huyện là 4.744,84ha trong đó diện tích lúa là 3.853,4ha năng suất lúa cả năm đạt 61,68 tạ/ha, diện tích rau màu và cây dược liệu là 891,44ha. Tổng đàn lợn 15.423 con, trâu bò 1.290 con, tổng đàn gia cầm 375.000 con.

### Công nghiệp - tiểu thủ công nghiệp
Địa bàn huyện có 1 khu công nghiệp tập trung phố nối A 688,4ha (quy hoạch mở rộng 204,6ha), có các cụm công nghiệp Như Quỳnh, cụm công nghiệp Tân Quang 1-2-3,cụm công nghiệp Minh Khai 1-2-3, cụm công nghiệp Trưng Trắc - Đình Dù, CCN Lạc Đạo, CCN Minh Hải 1-2, CCN Chỉ Đạo, CCN Đại Đồng, CCN Lương Tài(quy hoạch) CCN làng nghề đúc đồng Lộng Thượng các cụm công nghiệp làng nghề hiện đang phát triển với tốc độ nhanh chóng, tạo công ăn việc làm cho hàng chục ngàn công nhân của huyện, của vùng hằng năm.
Toàn huyện có hơn 1700 doanh nghiệp đang hoạt động tạo việc làm cho trên 61.000 lao động. Trong đó có 1 doanh nghiệp Nhà nước, 1.590 doanh nghiệp tư nhân , 110 doanh nghiệp có vốn đầu tư nước ngoài.
Hiện nay, Văn Lâm là trung tâm công nghiệp, thương mại quan trọng của tỉnh Hưng Yên do có vị trí tiếp giáp thủ đô Hà Nội, Bắc Ninh, Hải Dương. Giao thông khá đa dạng kết nối đến các tỉnh bạn và là huyện nằm dọc tuyến đường 5A.

### Thương mại - Dịch vụ
Trên địa bàn huyện hiện có rất nhiều khu vực thương mại dịch vụ phát triển tại các khu vực trung tâm xã, thị trấn và các khu vực khác ven các đường tỉnh và đường huyện đang gây ra áp lực lớn lên cơ sở hạ tầng giao thông vận tải. Toàn huyện có trên 600 doanh nghiệp đang hoạt động trong lĩnh vực thương mại- dịch vụ.
Bên cạnh đó Văn Lâm cũng là một trung tâm tài chính của phía Bắc tỉnh Hưng Yên với sự xuất hiện của hàng loạt trụ sở và văn phòng giao dịch của các ngân hàng nhà nước và tư nhân như Agribank, BIDV, MB, Techcombank, Vietcombank, Sacombank, DongA Bank, ACB, SHB, ABBank, VBSP... 
Trên địa bàn đã xuất hiện nhiều thương hiệu bán lẻ và ẩm thực nổi tiếng trên thị trường Việt Nam như siêu thị Intimex Như Quỳnh, Thế giới di động, điện máy xanh, TTTM Như Quỳnh Center, Media Mart, Winmart+, FPT Long Châu, Viettel Store, Highland, Toco Toco, TokyoLife,...
Dịch vụ khách sạn nhà hàng rất phát triển trong đó có 2 khách sạn là Phương Anh và Meliá Grand đạt tiêu chuẩn 4* đầu tiên tại Hưng Yên. Trên địa bàn cũng có một vũ trường V Sound là vũ trường đầu tiên và duy nhất tại Hưng Yên đang hoạt động.

### Đô thị
Ngày 31 tháng 7 năm 2020, Bộ Xây dựng ban hành Quyết định 1005/QĐ-BXD công nhận khu vực phát triển đô thị trung tâm huyện Văn Lâm (gồm thị trấn Như Quỳnh và 5 xã: Đình Dù, Lạc Đạo, Lạc Hồng, Tân Quang, Trưng Trắc) được công nhận là đô thị loại IV.
Ngoài các khu đô thị đã được xây dựng. Hiện nay, huyện đang đẩy mạnh giải phóng mặt bằng triển khai một số dự án đô thị lớn để nâng cấp và mở rộng đô thị trung tâm như khu đô thị Vinhomes Ocean Park 3 The Crown (khu đô thị Đại An) tại xã Tân Quang 137ha, Khu nhà ở và dịch vụ đô thị công nghiệp Như Quỳnh (Economy City) 37ha, Khu đô thị Hòa Phát Phố Nối Forestar tại xã Minh Hải 20ha, khu dân cư mới Minh Hải - Phan Đình Phùng 25ha, tổ hợp khu dịch vụ thương mại và nhà phố tại thị trấn Như Quỳnh 3,7ha, Khu dân cư mới Đình Dù- Trưng Trắc 7ha, khu đô thị Hoàng Gia GĐ1 (2,4ha), khu đô thị Vlasta- Văn Lâm 143ha, khu đô thị Đình Dù- Như Quỳnh giáp đường tỉnh 385 và ĐH11B, ĐH12B (143,2ha)...
Huyện đang đẩy nhanh tiến độ các công trình trọng điểm trên địa bàn để hoàn thiện và nâng cao các tiêu chí của đô thị loại IV, III hướng tới xây dựng đề án công nhận huyện Văn Lâm đạt tiêu chuẩn đô thị loại IV khu vực trung tâm huyện cơ bản đạt tiêu chuẩn đô thị loại III trước năm 2025, toàn huyện đạt tiêu chuẩn đô thị loại III và được công nhận là thành phố trực thuộc tỉnh Hưng Yên trước năm 2030 vào dịp kỷ niệm 30 năm tái lập huyện. Qua đánh giá đô thị Văn Lâm đạt 74,5/100 điểm.

### Giáo dục và đào tạo
Trên địa bàn huyện hiện có một số trường đại học, cao đẳng như: Trường Đại học Tài chính - Quản trị kinh doanh, Trường Cao đẳng Y Dược Asean, Trường Cao Đẳng Dược Hà Nội, Trường Trung cấp tổng hợp Đông Đô, Trường Trung cấp nghề Á Châu, Trường Trung cấp nghề Châu Hưng ... góp phần đào tạo nguồn nhân lực cho vùng tỉnh và cả nước trong quá trình công nghiệp hóa và hiện đại hóa đất nước. 
Là địa phương dẫn đầu trong công tác kiểm định chất lượng và xây dựng trường chuẩn quốc gia (hiện có 100% các trường mầm non, tiểu học, THCS công lập đạt chuẩn quốc gia, trong đó 22/34 trường đạt chuẩn Quốc gia mức độ 2); điểm chuẩn thi vào lớp 10 THPT năm học 2023-2024 cao nhất tỉnh; có thủ khoa tốt nghiệp THPT khối A0 toàn quốc. 
Cấp THPT do sở GDĐT quản lý có 4 trường và 1 trung tâm GDTX.
Nơi đây có 29 tiến sĩ được ghi tên trên các danh bia tại Văn miếu Quốc Tử Giám và Văn miếu Xích Đằng. Trong đó có trạng nguyên Dương Phúc Tư người xã Lạc Đạo.

### Y tế - dân số
Trên địa bàn huyện ngoài Trung tâm y tế huyện được đầu tư nâng cấp các phương tiện, trang thiết bị, máy móc hiện đại, còn có các bệnh viện tư nhân nhằm nâng cao chất lượng khám chữa bệnh với 55.447 lượt khám bệnh, số bệnh nhân điều trị nội trú 3.989 lượt, 100% trạm y tế xã đạt chuẩn, tỷ lệ người dân tham gia bảo hiểm y tế đạt 99,4%.
Dân cư: chủ yếu là dân tộc Kinh. Huyện Văn Lâm có dân số là 135.766 người, mật độ 1.805 người/km² là nơi có mật độ dân cư cao nhất tỉnh Hưng Yên theo số liệu năm 2020. Năm 2022, tỷ lệ tăng dân số tự nhiên 0,47%, tỷ số giới tính khi sinh 125,2 nam/ 100 nữ.

### Xã hội
Năm 2022, toàn huyện có 79/80 làng, khu phố đạt danh hiệu " làng, khu phố văn hóa" đạt tỷ lệ 98,75%. Tỷ lệ gia đình văn hóa 91,5%; huyện có 72 thiết chế văn hóa trong đó 01 cấp huyện, 10 nhà văn hóa xã, thị trấn, 61 nhà văn hóa thôn - khu phố.
Huyện có 36 di tích được xếp hạng gồm : 01 cấp Quốc gia đặc biệt, 17 cấp Quốc gia, 18 cấp tỉnh và 3 bảo vật Quốc gia; Lễ hội Cầu mưa xã Lạc Hồng được ghi vào danh mục di sản văn hóa phi vật thể Quốc gia.  Huyện còn có một số làng nghề truyền thống như: đúc đồng tại làng Lộng Thượng, kinh doanh chế biến phế liệu tại làng Văn Ổ và Xuân Phao của xã Đại Đồng, làng nghề trồng hoa cây cảnh, làng nghề nấu rượu tại Lạc Đạo và Hành Lạc, Làng nghề đậu ở thôn Xuân Lôi, xã Đình Dù (đã được công nhận Làng nghề do UBND tỉnh Hưng Yên trao tặng năm 2000).
Toàn huyện có hơn 30 làng nghề, làng có nghề trong đó có 6 làng nghề được UBND tỉnh công nhận đạt tiêu chí cấp tỉnh.
Tại đại hội TDTT cấp tỉnh năm 2022 huyện Văn Lâm giành được 25 HCV, 21 HCB, 26 HCĐ và đạt được một số giải toàn đoàn như giải nhất bóng chuyền hơi nam- nữ, Taekwondo, giải nhì karate, giải ba bóng chuyền nam, HCV bóng chuyền hơi nam- nữ tại hội thao người cao tuổi tỉnh Hưng Yên.
Giải bóng chuyền hơi trung, cao tuổi toàn Quốc diễn ra tại tỉnh Cao Bằng đội bóng chuyền cao tuổi của huyện giành 1HCV, 1HCB, 1HCĐ.
Năm 2023, huyện tổ chức 04 cuộc liên hoan, hội thi văn nghệ; 8 giải thể thao, phối hợp tổ chức 5 giải thể thao cấp huyện; tham dự 12 giải thể thao cấp tỉnh đạt 33 HCV, 11 HCB, 10 HCĐ là đơn vị dẫn đầu phong trào TDTT toàn tỉnh.  Công tác bảo tồn và phát huy giá trị di sản văn hóa được quan tâm, chú trọng, huy động các nguồn lực đầu tư. Hệ thống các thiết chế văn hoá thể thao ở huyện và cơ sở được chú trọng đầu tư làm thay đổi bộ mặt nông thôn và đô thị.
Đến nay huyện đã hoàn thành việc xây dựng và triển khai hoạt động trung tâm điều hành thông minh IOC của huyện; thực hiện tốt kế hoạch phát triển Chính quyền điện tử, chuyển đổi số và đảm bảo an toàn thông tin năm 2023. Xếp thứ 2/10 huyện, thị xã, thành phố về cải cách hành chính; công tác dân vận chính quyền hoàn thành xuất sắc nhiệm vụ. Kho bạc nhà nước huyện Văn Lâm dẫn đầu toàn quốc về sự hài lòng của khách hàng (toàn quốc có hơn 700 đơn vị được đánh giá).

## Làng nghề
Văn Lâm là một huyện thuộc tỉnh Hưng Yên mảnh đất trăm nghề. Huyện có nhiều làng nghề, làng có nghề rất riêng mà ít nơi có như nhóm mộc ngoài mộc dân dụng nội thất còn có (đóng lắp loa, bàn bi a, quan tài...); nhóm nghề chế biến thực phẩm và nông sản ngoài làm bún bánh, giò, chả, nấu rượu còn có các làng có nghề làm nem chua, cơm nắm muối vừng, kiệu... Các nhóm nghề khác như đúc đồng, tái chế kim loại, thu gom tái chế phế liệu nhựa và tạo hạt, trồng hoa, may mặc, xây dựng, dược liệu, vận tải... cũng rất phát triển thu hút nhiều lao động. Với vị trí giáp thủ đô huyện có rất nhiều làng nghề truyền thống và làng nghề mới như:
- Làng nghề đúc đồng Lộng Thượng (Đại Đồng)
- Dược liệu thuốc nam Nghĩa Trai (Tân Quang)
- Mộc (loa, bàn bi a, quan tài...); thực phẩm (rượu, giò, chả, cơm nắm...) thôn Ngọc (Lạc Đạo)
- Hoa huệ, nấu rượu ở Hành Lạc (thị trấn Như Quỳnh)
- Nghề mây tre đan Thanh Khê (Minh Hải)
- Nghề làm giò chả thôn Đình Dù (Đình Dù)
- Nghề may và may da Chí Trung (Tân Quang)
- Làm mũ cối làng Cát (Chỉ Đạo)
- Nghề phế liệu thôn Hùng Trì (Lạc Đạo)
- Làng nghề sơ chế dược liệu Ngọc Lịch (Trưng Trắc)
- Làng nghề giò chả nem bóng Thọ Khang (Tân Quang)
- Một số làm vận tải đường bộ và dịch vụ vận tải các thôn gần Chợ Đường Cái
- Trồng lá dong Tuấn Dị (Trưng Trắc)
- Có nghề thợ mộc thôn Trình (Lạc Đạo)
- Tái chế chì Đông Mai (Chỉ Đạo)
- Làng hoa đào tết thôn Ngọc Đà (Tân Quang)
- Chế biến thực phẩm, mộc xóm Mụ (Lạc Đạo)
- Nghề mộc dân dụng thôn Hoằng (Lạc Đạo)
- Nem chua, bì, bóng Bình Lương (Tân Quang)
- Chế biến, buôn bán thực phẩm Thị Trung (Đình Dù)
- Phế liệu Văn Ổ, Xuân Phao (Đại Đồng)
- Đóng quan tài, bàn bi a, mộc và thực phẩm thôn Cầu (Lạc Đạo)
- May da, giả da thôn Ngọc Loan (Tân Quang)
- Trồng và muối dưa kiệu Tân Nhuế (Lạc Đạo)
- Thợ xây dựng, nề, chát Việt Hưng
- Trồng hoa làng Ghênh (Như Quỳnh)
- Nghề nấu rượu thôn Đoan Khê và cả xã Lạc Đạo
- Làng có nghề mộc thôn Giữa (Lạc Đạo)
- Đậu phụ làng Xuân Lôi (Đình Dù)
- Tái chế nhựa, phế liệu thôn Minh Khai (Như Quỳnh).

## Văn hóa - du lịch
Nét đẹp của nghề đúc đồng: Từ xa xưa vùng đất làng Nôm (nay thuộc xã Đại Đồng, huyện Văn Lâm) đã được nhiều người biết đến với ngôi làng cổ kính với những ngôi nhà cổ, dải ao giữa làng, cầu đá, cây đa... Hay chợ phiên là nét đặc trưng của Văn Lâm xưa và khu vực lân cận như: chợ phiên Nôm (ngày 1,4,6,9), chợ phiên Đậu (ngày 3,8), chợ phiên Keo (ngày 1,3,6,8)... đã chứng tỏ nơi đây  là vùng sầm uất, buôn bán sôi động từ thời xa xưa. Xa xưa đã có câu:
Ai về đồng nát cầu Nôm
Con gái nỏ mồm về ở với cha.
Nội dung đã nói về một nghề của vùng đất cổ này đó là nghề đúc, chế tác một kim loại quý đó chính là đồng.
Nghề đúc đồng ở cầu Nôm xưa là một trong những nghề thủ công truyền thống lâu đời và nổi tiếng ở Việt Nam. Những sản phẩm đa dạng bằng đồng đạt trình độ cao về kỹ thuật, mỹ thuật được lưu lại từ trước đến nay đã cho thấy sự tài hoa, khéo léo của người thợ thủ công.
Cách đây khoảng 3000 năm, người Việt tại vùng đồng bằng sông Hồng này đã biết đúc các công cụ, vũ khí, đồ trang sức bằng đồng thau, mở đầu cho thời đại kim khí. Đặc biệt các sản phẩm bằng đồng còn giữ lại đến ngày nay là những bằng chứng cho những thời kỳ phát triển huy hoàng của nghề đúc đồng ở Việt Nam. Sau này, kế thừa và phát huy tài hoa ấy của ông cha người thợ thủ công đã sáng tạo ra nhiều sản phẩm phong phú, tinh xảo hơn để phục vụ các nhu cầu về kinh tế, quân sự, phong tục, tín ngưỡng...
Từ thế kỷ XVII - XVIII một bộ phận cư dân vùng Cầu Nôm tản đi mang theo nghề đến nhiều nơi trong đó phường đúc nổi tiếng Ngũ Xã, nay thuộc quận Ba Đình, thành phố Hà Nội.
Sự hình thành các trung tâm đúc đồng theo địa bàn cư trú của người Việt đến nay vẫn giữ được nghề. Cầu Nôm (Rồng, Hưng Yên), Ngũ Xã (Hà Nội), phường Đúc (Thừa Thiên - Huế), Phước Kiều (Quảng Nam)...
Các tác phẩm nổi tiếng như hàng loạt trống đồng được đúc vào nhiều thời kỳ hoặc những sản phẩm bằng đồng hiện có ở nhiều nơi như tượng đồng đen chùa Quán Thánh (1667), tượng Phật Di Lặc chùa Ngũ Xã (Hà Nội), vạc đồng ở Đại Nội (1659 - 1684), khánh (1677), chuông (1710) chùa Thiên Mụ, Cửu Vị Thần Công (1803 -1804) ở Huế và nhiều địa phương  khác như Hưng Yên, Bắc Ninh, Nam Định, Hà Nam... là một thành tựu phát triển đa dạng và rực rỡ của nghề đúc đồng ở Việt Nam.

### Du lịch

#### Chùa Nôm ( Linh Thông Cổ Tự)

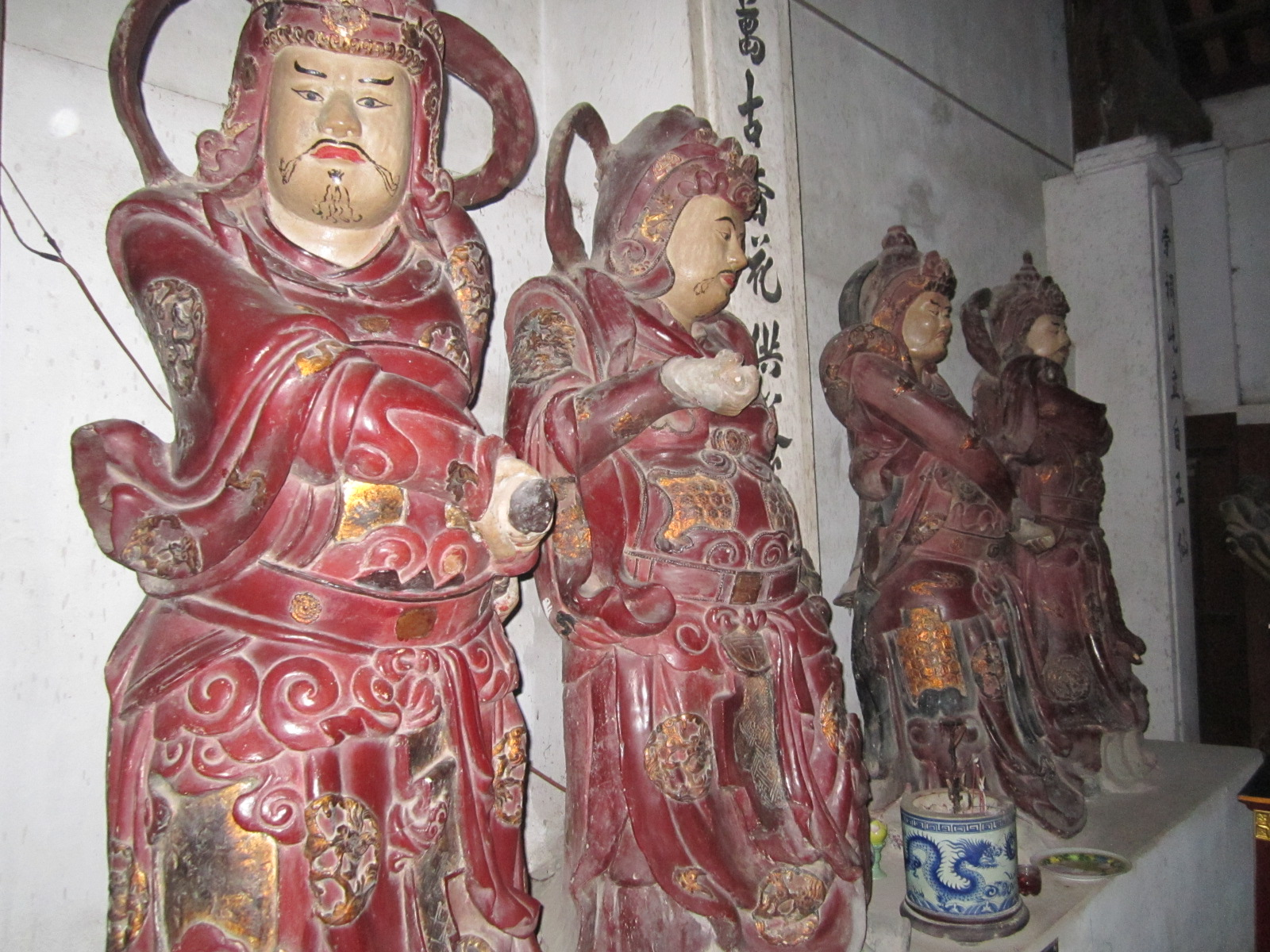
Tượng cổ Bát bộ Kim Cương bằng đất luyện trong chùa Nôm

Chùa Nôm là một ngôi chùa gần như vẫn giữ được nguyên vẹn vẻ cổ kính của chùa cổ ở đồng bằng Bắc Bộ. Nằm ở làng Nôm thuộc xã Đại Đồng, huyện Văn Lâm, tỉnh Hưng Yên.
Chùa được xây dựng từ năm nào không ai rõ, duy có hai tấm bia lớn đặt sau hậu cung ghi lại những tư liệu quý: Thời Hậu Lê, triều Chính Hòa, năm Canh Thân (1680) sau khi lên ngôi, nhà vua đã cho xây dựng lại chùa này. Tiếp theo vào các năm Nhâm Thân (1692), Giáp Tuất (1694), Đinh Sửu (1697), Mậu Dần (1698), Kỷ Mão (1699) tiếp tục tu sửa lại tiền đường, hậu cung và hành lang. Năm Chính Hòa thứ 21 (1700) chùa được sửa lại các cột trụ, tạo thêm tượng, mở rộng sân chùa. Năm Cảnh Thịnh nhà Tây Sơn thứ 4 (1796) chùa xây thêm gác chuông và mở rộng hai dãy hàng lang.
Thời nhà Nguyễn, triều vua Thành Thái năm thứ 11 (1899) chùa Nôm lại được trùng tu thêm một lần nữa. Qua bao biến cố, chùa được trùng tu nhiều lần, trở thành ngôi chùa khang trang.
Điều đặc biệt là tại chùa Nôm hiện có đến hơn 100 pho tượng cổ bằng đất như Tam thánh, Tam thế, A Di Đà, Phật bà, Bát bộ Kim Cương, Thập bát la hán... ước tính có hàng trăm năm tuổi. Các pho tượng đều ngồi, đứng trên một giá đỡ bằng đất với đủ các tư thế mập, ốm, hiền lành, dữ tợn, dân dã, thần tiên... với nhiều kích thước khác nhau, vẻ mặt hình dáng có sức biểu cảm cao.
Đặc biệt, chùa Nôm còn lưu giữ được một tòa tượng cổ bằng đồng cực kỳ quý hiếm có tên gọi "Cửu Long Phật đản". Tòa tượng này miêu tả cuộc đời của đức Phật tổ Như Lai. Chính giữa tòa tượng là cảnh Phật tổ từ khi mới chào đời, xung quanh là chín con rồng uốn lượn, trên mỗi con rồng là một hình người nhỏ tượng trưng cho từng giai đoạn cuộc đời và tu hành của đức Phật. Ngoài ra, tại đây còn có nhiều hiện vật quý khác như tháp đồng, chuông đồng, đỉnh đồng....
Về với chùa Nôm, ngoài sự chiêm ngưỡng, khám phá về một ngôi chùa cổ của Việt Nam, các bạn còn được đắm mình vào một quần thể di tích làng Nôm cổ kính bao gồm cổng làng Nôm, cầu Nôm (cây cầu đá cổ nhất vùng châu thổ sông Hồng), chợ Nôm, đình Tam Giang với kiến trúc bằng đá thời Hậu Lê... để từ đó du khách sẽ tìm thấy không gian yên bình, dân dã đậm chất quê, vẻ đẹp của làng quê Bắc Bộ xưa.

#### Chùa Thái Lạc
Chùa Thái Lạc thờ bà Pháp Vân là một ngôi chùa thuộc hệ thống chùa thờ Tứ pháp tọa lạc tại xã Lạc Hồng. Trong chùa còn lưu giữ được nhiều hệ thống tượng pháp quý và kiến trúc chạm khắc gỗ đạt tới nghệ thuật tinh tế. Đây là ngôi chùa được Nhà nước cấp bằng công nhận Di tích lịch sử văn hóa cấp quốc gia năm 1964. Sau đó Chùa đã được Bộ Văn hóa thể thao và du lịch công nhận là Di tích cấp Quốc gia đặc biệt 2018.

#### Chùa Hương Lãng (Thạch Quang Tự)
Chùa Hương Lãng, còn gọi là chùa Ông Sấm, chùa Lạng là một trong những ngôi chùa có lịch sử lâu đời nhất Việt Nam. Tương truyền, chùa Hương Lãng do Thái hậu Ỷ Lan cho xây dựng vào thời Lý, khoảng năm 1115 với bố cục kiến trúc kiểu "nội công ngoại quốc". Chùa đã được xếp hạng là Di tích kiến trúc nghệ thuật cấp quốc gia vào năm 1974. Tượng sư tử đá và hệ thống thành bậc đá chùa Hương Lãng được công nhận là bảo vật quốc gia năm 2020.

#### Lễ hội cầu mưa
Lễ hội cầu mưa của xã Lạc Hồng gắn liền với hệ thống thờ Tứ pháp gồm: Pháp Vân, Pháp Vũ, Pháp Lôi và Pháp Điện. Lễ hội kéo dài trong 3 ngày từ ngày 06 đến ngày 08/3 âm lịch. Ngày 12/01/2022, Bộ trưởng Bộ văn hóa Thể thao và Du lịch đã ban hành Quyết định số 68/QĐ-BVHTTDL về việc công bố Danh mục di sản văn hóa phi vật thể quốc gia. Theo đó, Lễ hội cầu Mưa, xã Lạc Hồng, huyện Văn Lâm, tỉnh Hưng Yên đã được đưa vào Danh mục di sản văn hóa phi vật thể quốc gia.

#### Chùa Ông ( Bản Tịch Tự)
Chùa Ông hay có tên gọi khác là Bản Tịch tự, tọa lạc tại xã Tân Quang mang vẻ đẹp cổ kính, linh thiêng được xây dựng từ thời vua Lý Thần Tông đến nay đã gần một thiên niên kỷ, là một trong những ngôi chùa có lịch sử lâu đời nhất Việt Nam. Chùa ông có sự đặc biệt không giống với các ngôi chùa khác bởi chùa được chính vua Lý Thần Tông xem thế cắm đất và cho xây dựng, điều mà hiếm có một ngôi chùa khác tại Việt Nam có được. Năm 2001, Chùa được Bộ Văn hóa Thông tin xếp hạng là di tích kiến trúc nghệ thuật cấp quốc gia.

#### Đền Ghênh
Đền Ghênh tọa lạc tại thôn Ngọc Quỳnh, thị trấn Như Quỳnh được xây dựng từ năm 1115 (thời nhà Lý) là nơi lưu giữ dấu ấn lịch sử của Hoàng Thái Hậu Ỷ Lan tại nguyên quán. Ngày 2/2/1993, đền Ghênh Hưng Yên đã được Bộ Văn hóa thông tin công nhận là di tích lịch sử văn hóa cấp Quốc Gia.

## Giao thông

### Giao thông vận tải
Văn Lâm được coi là cửa ngõ phía Đông của thủ đô Hà Nội.
Tuyến quốc lộ 5A chạy qua đây là tuyến đường huyết mạch của vận tải miền bắc di chuyển hàng hóa từ cảng Hải Phòng đến các tỉnh miền Bắc và thủ đô Hà Nội đi qua các tỉnh Hải Phòng, Hải Dương, Hưng Yên, Hà Nội.
Nơi đây là huyện duy nhất của cả tỉnh Hưng Yên có tuyến đường sắt Hà Nội - Hải Phòng chạy qua, dọc theo quốc lộ 5A đến thị trấn Như Quỳnh thì không song song quốc lộ 5A nữa mà rẽ trái chạy song song với đường tỉnh 385 Hưng Yên theo hướng đông sang Hải Dương, Hải Phòng.
Hệ thống cầu, đường chính trên địa bàn đã cơ bản được đầu tư, cải tạo. Đường giao thông nông thôn được quan tâm xây dựng, cải tạo các tuyến đường trục xã, cứng hóa đường trục thôn.
Đây cũng là địa phương có dự án đường vành đai 4 vùng thủ đô Hà Nội đi qua đang được xây dựng.

### Các tuyến giao thông chính
- Quốc lộ 5A: Hà Nội, Hưng Yên, Hải Dương, Hải Phòng (cắt đường tỉnh 385 tại cầu vượt đường sắt Như Quỳnh km13 + 968).
- Đường tỉnh 385: Như Quỳnh - Lương Tài.
Điểm đầu Km0+00 giao với QL.5 thuộc địa phận thị trấn Như Quỳnh huyện Văn Lâm, điểm cuối Km17+200 thuộc địa phận xã Lương Tài huyện Văn   Lâm. Tuyến đường đi qua huyện Văn Lâm có chiều dài 17,2km.
- Đường tỉnh 376: Quán Chuột ( Ngã tư Phố Nối A) - Triều Dương. 
Điểm đầu Km0+00 giao với QL.5 tại quán Chuột thuộc địa phận xã Trưng Trắc huyện Văn Lâm, điểm cuối Km37+854,63 giao với QL.39 tại Triều Dương thuộc địa phận xã Thiện Phiến huyện Tiên Lữ, chiều dài tuyến đường 51,45km
- Đường tỉnh 380: Cầu Gáy (Đại Đồng) - Dân Tiến.
Điểm đầu Km0+00 cầu Gáy giáp Bắc Ninh, tuyến đi theo đường cũ đến ngã 5 cầu Treo, tuyến đi trùng với QL.39 đến Km7+450 thuộc xã Trung Hưng huyện Yên Mỹ; điểm cuối Km17+330 (Km10+780 QL.39) thuộc xã Dân Tiến huyện Khoái Châu. Tuyến đi qua các huyện Văn Lâm, Mỹ Hào, Yên Mỹ, Khoái Châu. Chiều dài tuyến đường 17,33km.
- Đường tỉnh 387: Lương Tài - Bãi Sậy.
Điểm đầu Km0+000 giao với ĐT.385 thuộc địa phận xã Lương Tài, huyện Văn Lâm, điểm cuối Km18+400 (đò Hà đi Hải Dương) thuộc địa phận xã Bãi Sậy huyện Ân Thi. Tuyến đường đi qua huyện Văn Lâm, Mỹ Hào, Ân Thi, chiều dài tuyến đường 18,4km, chiều dài quản lý 17,7km (đi trùng QL.38 0,7km).
- Đường tỉnh 381C: Ga Lạc Đạo - Tân Tiến (Văn Giang). Hiện đã có dự án nối tuyến đường này từ Ga Lạc Đạo với ĐT 283 đi tỉnh Bắc Ninh dài 1,42km được gọi là ĐH 13 kéo dài quy hoạch mắt cắt ngang 40m.
Điểm đầu Km0+00 giao với ĐT.385 tại xã Lạc Đạo huyện Văn Lâm, tuyến đi qua Khu Công nghiệp Hòa Phát thuộc xã Minh Hải huyện Văn Lâm đến giao với QL.5, tuyến đi trùng với ĐT.376 khoảng 1,5km, tuyến đi tiếp qua xã Vĩnh Khúc, xã Tân Tiến huyện Văn Giang vượt cao tốc Hà Nội - Hải Phòng đến giao với ĐH.23 thuộc địa phận xã Tân Tiến huyện Văn Giang. Tổng chiều dài tuyến đường 10,5km.
- Đường liên tỉnh Hưng Yên - Bắc Ninh (Chùa Nôm- Lăng Kinh Dương Vương).
Tuyến hình thành trên cơ sở ĐH15 và xây mới đoạn từ cầu trên ĐH.15 bắc qua sông Bắc Hưng Hải, tuyến chạy ven sông Bắc Hưng Hải kết nối với ĐT.281 Bắc Ninh (tuyến kết nối từ chùa Nôm tỉnh Hưng Yên đến Lăng Kinh Dương Vương tỉnh Bắc Ninh). Tổng chiều dài 2,8km trong đó đoạn làm mới từ ĐH.15 đến giáp Bắc Ninh dài khoảng 1,7km; đoạn từ ĐT.385 cắt qua ĐH.15 đến chùa Nôm 1,1km.
- Đường sắt Hà Nội - Hải Phòng (do đặc thù ngành đường sắt và giao thông tại Việt Nam nên hiện nay trên địa bàn huyện có 2 nhà ga là: Lạc Đạo và Tuấn Lương đều không thực hiện đón trả khách).
- Đường tỉnh 379 (Đường liên tỉnh Hà Nội - Hưng Yên kéo dài đang xây dựng).
Đoạn 1 của dự án có chiều dài khoảng 14,8 km, có điểm đầu tại Km 3+280 giao với đường tỉnh 379B, điểm cuối Km 18+116 tại nút giao giữa đường vào trạm thu phí đường cao tốc Hà Nội - Hải Phòng với tuyến đường bộ nối đường cao tốc Hà Nội - Hải Phòng và đường cao tốc Cầu Giẽ - Ninh Bình.
Đoạn 2 (kéo dài) có chiều dài khoảng 18,7 km, có điểm đầu tại nút giao giữa đường tỉnh 380 và Quốc lộ 39,  điểm cuối tại cầu Gáy (tiếp giáp tỉnh Bắc Ninh).
- Đường vành đai IV vùng thủ đô Hà Nội giai đoạn 2022- 2027 đang thực hiện công tác GPMB tái định cư. Hiện đã GPMB xong diện tích đất nông nghiệp, đất công ích và đã thực hiện lễ khởi công vào ngày 25/6/2023. Giai đoạn 1 hoàn thành vượt tiến độ; cơ bản hoàn thành GPMB đất nông nghiệp và đất công do UBND xã quản lý. Đang hoàn thiện việc thu hồi đất ở (của 222 hộ) và lập PA tái định cư. Thu hồi đất để tái định cư: đã hoàn thành việc thu hồi đất ở Như Quỳnh, Lạc Đạo, hiện đang thi công xây dựng HTKT; khu TĐC ở Lạc Hồng đang hoàn thiện phê duyệt PA bồi thường, hỗ trợ.GPMB đối với doanh nghiệp đạt 5/8 DN. Tổ chức di chuyển mồ mả đạt 95,8%. Đang hoàn thiện việc thu hồi đất để di chuyển cột điện cao thế (2 cột 110kV, 2 cột 500kV).
- Đường tỉnh 382D được hình thành trên cơ sở đường gom chạy song hành 2 bên đường vành đai 4 vùng thủ đô Hà Nội có chiều dài khoảng 17,7km mặt cắt ngang mỗi bên từ 12-15m, tuyến được thực hiện đồng thời cùng với đường vành đai 4 theo tiêu chuẩn đường đô thị. 
-Đường ĐH15 kéo dài
tuyến đường kết nối các xã và phía Đông với đô thị trung tâm được xây dựng mới đoạn từ Quốc lộ 5 thôn Minh Khai thị trấn Như Quỳnh đến giao ĐT380 tại cống Trịnh xã Chỉ Đạo mặt cắt ngang nền đường 28m hiện đang thi công đoạn từ km0+000 - km2+700 từ QL5 vào CCN Minh Khai. Tuyến giao với đường trục trung tâm huyện tại km2+300 giao với ĐH13 kéo dài tại km6+ 435 giao với ĐT380 tại km8+ 130. 
- Đường ĐH18 kéo dài giao với đường trục trung tâm huyện đang được mở rộng theo quy hoạch chiều dài 700m mặt cắt nền đường 30m. 
Quy hoạch
- Đường tỉnh 381B được hình thành trên cơ sở đường vành đai 3,5 Hà Nội đoạn qua địa phận tỉnh Hưng Yên ( đang xây dựng trên địa phận huyện Văn Giang). Đoạn qua địa phận tỉnh Hưng Yên từ cầu Ngọc Hồi vượt sông Hồng tuyến cắt ĐT.378, ĐT.379, cao tốc Hà Nội-Hải Phòng giao với QL.5 tại xã Trưng Trắc.
- Tuyến đường gom KCN phía Nam đường sắt Hà Nội - Hải Phòng từ Như Quỳnh đến Lương Tài tổng chiều dài 17 km chiều rộng mặt đường 7,5m tổng vốn đầu tư gần 1000 tỷ đồng thời gian hoàn thành 2023-2025.
- Đường trục trung tâm huyện Văn Lâm dài 1,5km điểm đầu giao ĐH18 điểm cuối giao ĐH15 kéo dài chiều rộng nền đường 28m. 
-Tuyến đường sắt Hà Nội - Hải Phòng: Nâng cấp thành đường sắt đôi khổ 1435mm.
-Tuyến đường sắt đô thị Lạc Đạo - thành phố Hưng Yên.
-Tuyến đường sắt vành đai đô thị Ngọc Hồi - Lạc Đạo - Bắc Hồng - Thạch Lỗi.
Trong kế hoạch ngắn và trung hạn huyện Văn Lâm sẽ thực hiện cải tạo nâng cấp xây dựng thêm các tuyến đường phố mới theo tiêu chuẩn đô đường đô thị, di chuyển và xây mới ga Lạc Đạo tại khu vực cảng cạn ICD xã Đại Đồng.
Cấp điện: trên địa bàn có trạm 500kv Phố Nối. Các tuyến đường dây tải điện và các trạm biến áp trung và hạ thế trên địa bàn huyện đã từng bước được nâng cấp. Đến nay 100% số hộ nông thôn đã có điện.
+ Trạm 220kV Phố Nối: 220/110/22kV công suất 2x250MVA.
+ Trạm 110kV Giai Phạm: 110/22kV công suất (2x63)MVA.
+ Trạm 110/35/22kV Lạc Đạo công suất (1x125+2x63) MVA.
+ Trạm 110/22kV Như Quỳnh công suất (2x63) MVA.
+ Trạm 110/35/22kV KCN Phố Nối A công suất (1x125+2x63) MVA.
+Trạm biến áp 110/22KV Tân Quang với công suất  (1x63)MVA
Cấp nước: Đến nay đã có khoảng 92% số hộ được dùng nước sạch, hợp vệ sinh.
Hiện trên địa bàn huyện có 5 nhà máy cấp nước. Trong tương lai sẽ nâng cấp công suất các nhà máy cấp nước, xây dựng mạng đường ống vận chuyển khép kín cho toàn huyện và 05 nhà máy cấp nước trong huyện (nhà máy nước Như Quỳnh, Trưng Trắc, Chỉ Đạo, An Sinh, Lương Tài) sẽ đấu nối vào mạng này, đảm bảo việc cung cấp nước trong huyện được liên tục.
Thông tin liên lạc: Mạng lưới bưu chính viễn thông được quan tâm phát triển, phát huy tốt tác dụng của điểm bưu điện văn hóa xã. 100% các thôn trong huyện đã có mạng lưới cable viễn thông tốc độ cao.

## Người nổi tiếng
- Phạm Văn Thanh: Chủ tịch Hội đồng Quản trị Petrolimex.[10]
- Đỗ Tiến Sỹ: (sinh ngày 2 tháng 11 năm 1965), [11]là một chính trị gia người Việt Nam. Ông hiện là Ủy viên Ban Chấp hành Trung ương Đảng Cộng sản Việt Nam khóa XIII, Bí thư Đảng ủy, Tổng Giám đốc Đài Tiếng nói Việt Nam. Ông từng là Bí thư Tỉnh ủy Hưng Yên, Trưởng Đoàn ĐBQH khóa XIV tỉnh Hưng Yên.
- Nguyễn Văn Thịnh [12](sinh ngày 10 tháng 8 năm 1957) là một chính trị gia người Việt Nam. Ông từng là đại biểu Quốc hội Việt Nam khóa 13 nhiệm kì 2011-2016 thuộc đoàn đại biểu tỉnh Hưng Yên.
- Đỗ Thị Ánh Nguyệt (sinh năm 2001), [13]quê ở thôn Hồng Thái, xã Lạc Hồng, huyện Văn Lâm, tỉnh Hưng Yên, là một nữ vận động viên bắn cung người Việt Nam.

### DanhNhânLưu trữngày 22 tháng 7 năm 2022 tạiWayback Machine
- Vũ Đại (1927-1983)[14] tên thật là Nguyễn Thúc Kha nguyên Ủy viên Ban Chấp hành Trung ương Đảng Cộng sản Việt Nam khóa V, Đại biểu Quốc hội    khóa VII, Bộ trưởng, Phó Chủ nhiệm Ủy ban Kế hoạch Nhà nước.
- Nguyễn Hòa (15 tháng 2 năm 1927 – 27 tháng 2 năm 2014; bí danh: Trần Doanh)[15] là một tướng lĩnh cao cấp của Quân đội nhân dân Việt Nam, hàm Trung tướng, nguyên Tư lệnh quân đoàn 1 trong chiến dịch Hồ Chí Minh năm 1975 Tổng cục trưởng Tổng cục Dầu Khí đầu tiên (năm 1980).

- Lê Đức Thịnh (1927 – 2001)[16] là nhà cách mạng và chính khách Việt Nam, Chủ tịch Ủy ban nhân dân Thành phố Hải Phòng, Bộ trưởng Bộ Nội thương, Trưởng ban Tài chính - Quản trị Trung ương.

- Mai Vi sinh năm 1922 tên thật là Bùi Ngọc Xuyên quê thôn Nội (thôn Tân Nhuế), xã Lạc Đạo nguyên là Trưởng ty công an tỉnh Hà Đông và Yên Bái, Cục phó Cục xuất bản, Vụ trưởng Vụ nghệ thuật sân khấu, Thứ trưởng Bộ văn hóa.

- Đặng Vũ Hiệp (1928-2008) (Bí danh: Đặng Hùng) [17]là một tướng lĩnh cao cấp, quân hàm Thượng tướng Quân đội nhân dân Việt Nam. Nguyên Thứ trưởng Bộ Quốc phòng, Phó Chủ nhiệm Tổng cục chính trị QĐND VN; Huân chương Độc lập hạng Nhất.

#### Thời Phong Kiến
- Nguyên phi Ỷ Lan (1044 - 1117) sinh ra tại hương Thổ Lỗi sau đổi thành hương Siêu Loại. Hiện nay quê bà ở đâu vẫn còn có nhiều ý kiến, lập luận khác nhau của các nhà sử học. Thực tế hiện nay rất nhiều xã, thị trấn ở khu vực giáp ranh giữa hai huyện Văn Lâm (Hưng Yên) và Gia Lâm (Hà Nội) như Phú Thị, Dương Xá, Dương Quang, Tân Quang và thị trấn Như Quỳnh đều đưa ra các bằng chứng xác định là nơi bà sinh ra. Hương Thổ Lỗi trước kia là một khu vực địa lý rộng, dân cư sinh sống rải rác và thưa thớt trùng với khu vực dân cư đông đúc phía Đông Nam huyện Gia Lâm và phía Tây huyện Văn Lâm ngày nay. Quê hương bà vẫn là sự kiện gây tranh cãi giữa hai huyện Gia Lâm và Văn Lâm, nhiều nhà nghiên cứu sử học cũng có những ý kiến khác nhau nhưng cùng có một ý kiến chung là hương Thổ Lỗi, Siêu Loại thế kỷ XI là một vùng rộng lớn, có sông Thiên Đức, đồng rộng, vườn dâu bát ngát trùng với địa phận một số xã trên của hai huyện Gia Lâm và Văn Lâm ngày nay.
- Trương Thị Ngọc Chử chưa rõ năm sinh năm mất do các tài liệu không khớp nhau và không đề cập, quê ở làng Ghênh vùng đất Như Kinh, phủ Thuận An, xứ Kinh Bắc nay là thôn Như Quỳnh (làng Ghênh), thị trấn Như Quỳnh. Bà là mẹ đẻ thân sinh ra chúa Trịnh Cương.
- Trương Thị Trong[18] là Thị nội Cung tần, là nhà thơ Việt Nam thời Lê trung hưng.
- Lã Đường sinh vào đầu thế kỷ 10 quê ở làng Thổ Lỗi thuộc Tống Bình, ngày nay là thôn Minh Khai (tên nôm là làng Khoai), thị trấn Như Quỳnh. Thời loạn 12 sứ quân Lã Đường chiếm giữ và cai quản vùng đất Tế Giang (vùng đất thuộc huyện Văn Giang và một phần các huyện Văn Lâm, Gia Lâm, Yên Mỹ ngày nay).
- Dương Phúc Tư (1505 -1563) Quê quán: Xã Lạc Đạo, huyện Gia Lâm, nay là xã Lạc Đạo, huyện Văn Lâm. Thi đỗ Đệ nhất giáp tiến sỹ cập đệ đệ nhất danh (Trạng nguyên) khoa Đinh Mùi niên hiệu Vĩnh Định 1 (1547) đời Mạc Phúc Nguyên. Làm quan nhà Mạc đến chức Tham chính.
- Lê Hanh Huyễn (1458 - ?) Quê quán: thôn Nghĩa Trai, xã Tân Quang huyện Văn Lâm. Thi đỗ Đệ tam giáp đồng tiến sỹ xuất thân khoa Mậu Tuất niên hiệu Hồng Đức 9 (1478) đời Lê Thánh Tông. Làm quan Đô cấp sự trung.
- Nguyễn Oanh Quê quán: thôn Nghĩa Trai, xã Tân Quang, huyện Văn Lâm. Thi đỗ Đệ tam giáp đồng tiến sỹ xuất thân khoa Tân Sửu, niên hiệu Hồng Đức 12 (1481) đời Lê Thánh Tông.  Làm quan đến chúc Đô ngự sử.

- Hoàng Chính Liêm Quê quán: thôn Nghĩa Trai, xã Tân Quang, huyện Văn Lâm. Thi đỗ Đệ tam giáp đồng tiến sỹ xuất thân khoa Canh Tuất niên 21 (1490) đời Lê Thánh Tông. Làm quan đến chức Đô ngự sử.
- Đỗ Thọ Quê quán: thôn Tuấn Dị, xã Trưng Trắc, huyện Văn Lâm. Thi đỗ Đệ tam giáp đồng tiến sỹ xuất thân khoa Quý Sửu niên hiệu Hồng Đức 24 (1493) đời Lê Thánh Tông. Được cử làm Chánh sứ sang nhà Minh. Làm quan đến chức Thị lang.
- Đỗ Tuy (1456 - ?) Quê quán: thôn Cầu, xã Lạc Đạo, huyện Văn Lâm. Thi đỗ Đệ tam giáp đồng tiến sỹ xuất thân khoa Quý Sửu niên hiệu Hồng Đức 24 (1493) đời Lê Thánh Tông. Làm quan đến chức Giám sát ngự sử.
- Nguyễn Thanh (1467 - ?) Quê quán: thôn Nghĩa Trai, xã Tân Quang, huyện Văn Lâm. Thi đỗ Đệ nhị giáp tiến sỹ xuất thân (Hoàng giáp) khoa Bính Thìn niên hiệu Hồng Đức 27 (1496) đời Lê Thánh Tông. Làm quan đến Lễ bộ Thượng thư kiêm Đông các đại học sỹ.
- Nguyễn Trí Tri Quê quán: thôn Ngải Dương, xã Đình Dù, huyện Văn Lâm. Thi đỗ Đệ nhị giáp tiến sỹ xuất thân (Hoàng giáp) khoa Kỷ Mùi niên hiệu Cảnh Thống 2 (1499) đời Lê Hiến Tông. Làm quan đến chức Lễ bộ Hữu thị lang.
- Nguyễn Minh Dương Quê quán: thôn Nghĩa Trai, xã Tân Quang, huyện Văn Lâm. Thi đỗ Đệ nhất giáp tiến sỹ cập đệ đệ tam danh (Thám hoa) khoa Canh Tuất niên hiệu Cảnh Lịch  3 (1550) đời Mạc Phúc Nguyên. Làm quan đến chức Hiến sát sứ.
- Đỗ An Quê quán: thôn Thái Lạc, xã Lạc Hồng, huyện Văn Lâm. Thi đỗ Đệ nhị giáp tiến sỹ xuất thân (Hoàng giáp) khoa Mậu Thìn niên hiệu Sùng Khang 3 (1568) đời Mạc Mậu Hợp. Làm quan đến chức Hữu thị lang, tước Trình Khê bá.
- Lê Viết Thảng (1525 - ?) Quê quán:  xã Lạc Đạo, huyện Văn Lâm. Thi đỗ Đệ nhị giáp tiến sỹ xuất thân (Hoàng giáp) khoa Đinh Sửu niên hiệu Sùng Khang 12 (1577) đời Mạc Mậu Hợp. Làm quan nhà Mạc đến chức Hữu thị lang.

- Trần Nghi (1584 - ?) Quê quán: thôn Cầu, xã Lạc Đạo, huyện Văn Lâm. Thi đỗ Đệ tam giáp đồng tiến sỹ xuất thân khoa Bính Thìn niên hiệu Hoằng Định 16 (1616) đời Lê Kính Tông. Làm quan đến chức Dực vận tán trị công thần. Lễ bộ Tả thị lang, tước Thọ Xuyên hầu.
- Dương Thuần (1587 - 1667) Quê quán: xã Lạc Đạo, huyện Văn Lâm. Thi đỗ Đệ tam giáp đồng tiến sỹ xuất thân khoa Mậu Thìn niên hiệu Vĩnh Tộ 10 (1628) đời Lê Thần Tông.  Làm quan đến chức Thừa chính sứ, thăng Hữu thị lang.
- Trần Ngọc Nguyên Quê quán: xã Lạc Đạo, huyện Văn Lâm. Thi đỗ Đệ nhị giáp đồng tiến sỹ xuất thân (Hoàng giáp) khoa Canh Thìn niên hiệu Dương Hòa 6 (1640) đời Lê Thần Tông. Làm quan đến chức Binh bộ Tả thị lang.
- Dương Hạo (1615 -1672) Quê quán: xã Lạc Đạo, huyện Văn Lâm. Thi đỗ Đệ tam giáp đồng tiến sỹ xuất thân khoa Canh Thìn niên hiệu Dương Hòa 6 (1640) đời Lê Thần Tông.  Làm quan đến Ngự sử đài đô ngự sử.
- Đinh Tất Hưng (1617 - ?) Quê quán: thôn Ngọc Quỳnh, tt. Như Quỳnh, huyện Văn Lâm.  Thi đỗ Đệ tam giáp đồng tiến sỹ xuất thân khoa Bính Tuất niên hiệu Phúc Thái 4 (1646) đời Lê Chân Tông. Làm quan đến chức Giám sát ngự sử.

- Phùng Viết Tu (? - 1662) Quê quán: xã Tân Quang, huyện Văn Lâm. Thi đỗ Đệ nhị giáp tiến sỹ xuất thân (Hoàng giáp) khoa Nhâm Thìn niên hiệu Khánh Đức 4 (1652) đời Lê Thần Tông. Làm quan đến chức Thiêm đô ngự sử.
- Dương Lệ (1678 -1741) Quê quán: xã Lạc Đạo, huyện Văn Lâm. Thi đỗ Đệ tam giáp đồng tiến sỹ xuất thân khoa Nhâm Thìn niên hiệu Vĩnh Thịnh 8 (1712) đời Lê Dụ Tông. Làm quan đến chức Công bộ Tả thị lang.
- Dương Quán (1687 - ?) Quê quán:  xã Lạc Đạo, huyện Văn Lâm.  Thi đỗ Đệ tam giáp đồng tiến sỹ xuất thân khoa Mậu Tuất niên hiệu Vĩnh Thịnh 14 (1718) đời Lê Dụ Tông. Làm quan đến chức Giám sát
- Dương Trọng Khiêm (1727 -1787)[19] Quê quán: xã Lạc Đạo, huyện Văn Lâm. Thi đỗ Đệ tam giáp đồng tiến sỹ xuất thân khoa Giáp Tuất niên hiệu Cảnh Hưng 15 (1754) đời Lê Hiển Tông.
- Dương Sử (1716 -1774) Quê quán: xã Lạc Đạo, huyện Văn Lâm.  Thi đỗ Đệ tam giáp đồng tiến sỹ xuất thân khoa Giáp Tuất niên hiệu Cảnh Hưng 15 (1754) đời Lê Hiển Tông. Làm quan đến chức Đại lý tự khanh.
- Nguyễn Huy Quân (1744 - ?) Quê quán: Xã Thanh Khê, huyện Văn Giang, nay là thôn Thanh Khê, xã Minh Hải huyện Văn Lâm. Thi đỗ Đệ tam giáp đồng tiến sỹ xuất thân Thịnh khoa Kỷ Hợi niên hiệu cảnh Hưng 40 (1779) đời Lê Hiển Tông. Làm quan đến chức Hàn lâm viện đãi chế, Thự hiến sát sứ.
- Đặng Quỹ (1845 - ?) Quê quán: Xã Lộng Đình, huyện Văn Giang, nay thuộc xã Đại Đồng, huyện Văn Lâm. Thi đỗ Phó bảng khoa Kỷ sửu niên hiệu Thành Thái I (1889) khoa Ất Dậu (1885) đã thi Hội dự thứ trúng cách nhưng can tội khai không đúng hàm của cha, không được dự thi Đình. Sau khi thi đỗ được bổ chức Tư soạn, lĩnh Giáo thụ.
- Dương Danh Chú (1696 - ?) Quê quán: Xã Lạc Đạo, huyện Gia Lâm, phủ Thuận An, trấn Kinh Bắc, nay là xã Lạc Đạo, huyện Văn Lâm. Thi đỗ Đệ tam giáp đồng tiến sỹ xuất thân khoa Tân Hợi niên hiệu Vĩnh Khánh 3 (1731) đời vua Lê Duy Phường. Làm quan đến Lại bộ Tả thị lang.
- Đặng Văn Khải (1784-?)[20] Quê quán: thôn Lộng Thượng, xã Đại Đồng ,huyện Văn Lâm. Ông đỗ Cử nhân năm Ất Dậu, tức niên hiệu Minh Mạng thứ 6 1825. Sau ông đỗ đồng tiến sĩ xuất thân vào năm sau, Bính Tuất 1826. Ông làm quan Lang trung, từng được cử làm Phó sứ sang nhà Thanh (Trung Quốc).

## Hình ảnh
Đoạn đường tỉnh lộ 385 qua Như Quỳnh

Một góc xã Chỉ Đạo
Một góc xã Lạc Đạo